# Paul Evans (zanger)
Paul Evans (Queens, 5 maart 1938) is een Amerikaanse rock-'n-roll-zanger en songwriter, die vooral populair was tijdens de jaren 1950/1960.

## Carrière
Als artiest had Evans hits in de Billboard Hot 100 als Seven Little Girls Sitting in the Backseat (#9, 1959), Midnight Special en Happy-Go-Lucky Me. Bescheiden hits waren onder andere After the Hurricane (#2, april 1961) in de CFUN-hitlijst in Vancouver en Feelin' No Pain (#23) in de Canadese CHUM-hitlijst.
Happy-Go-Lucky Me werd vertoond in de film Pecker van John Waters en in een aflevering van het comedy-tv-programma Scrubs. In 2014 werd de song opgenomen in advertenties voor de videogame Clash of Clans. De song werd ook vertoond in de pilot-aflevering van de Hulu-miniseries 11.22.63 (2016).
Als songwriter werden Evans' songs uitgevoerd door talrijke artiesten, waaronder Elvis Presley, Jimmy Dean en Pat Boone. Zijn meest succesvolle songs waren Roses Are Red (My Love), een #1-hit voor Bobby Vinton in de Billboard Hot 100 en When van The Kalin Twins, een topper in de Britse hitlijst en #5 in de Amerikaanse hitlijst.
Hij had in 1978 een hit in het Verenigd Koninkrijk en Australië met de morbide song Hello, This is Joanie. Bij sommige opnamen was de titel Hello, This is Joannie (The Telephone Answering Machine Song).
Samen met Larry Kusik schreef hij Live Young voor de Warner Bros. spring break-film Palm Springs Weekend (1963). Evans' songs werden ook opgenomen door Jackie Wilson, Frankie Lymon, Fabian, The Coasters en meer recent door Reba McEntire. Zijn werk werd ook gebruikt in films en als themasong voor CBS This Morning.
- Biblioteca Nacional de España: XX968679
- Bibliothèque nationale de France: cb140260206 (data)
- International Standard Name Identifier: 0000 0001 1474 6311
- Library of Congress Control Number: n94075427
- MusicBrainz: 16bb3dd8-0620-4c5d-9199-0f891477c0d4
- Nationale Bibliotheek van Tsjechië: xx0059602
- Virtual International Authority File: 71577801
- WorldCat: E39PBJy8xryx3yhDjVqcpbBpT3